# Róbert Kresťanko
Róbert Kresťanko (ur. 26 czerwca 1972 w Bojnicach) – słowacki bobsleista. Uczestnik dwóch Zimowych Igrzysk Olimpijskich w Salt Lake City oraz w Turynie.
Karierę sportową rozpoczął od lekkoatlketyki, uprawiał wieloboje. W 1994 był mistrzem Słowacji w dziesięcioboju.

## Igrzyska Olimpijskie
W Salt Lake City 2002 wystąpił zarówno w konkursie dwójek jak i czwórek. W konkursie dwójek zjeżdżał wraz z Milanem Jagnešákiem, gdzie zajął 30. miejsce na 37 załóg, które dotarły do mety. W konkursie czwórek zajął 24. miejsce na 29 załóg, które dotarły do mety.
W Turynie 2006 wystąpił tylko w czwórkach. Reprezentacja Słowacji dotarła na metę jako ostatnia, wśród tych, które dotarły do mety (aż 5 ekip nie ukończyło).